# Fort Bragg, Kalifornien
Fort Bragg är en stad (city) i Mendocino County, i delstaten Kalifornien, USA. Enligt United States Census Bureau har staden en folkmängd på 7 250 invånare (2011) och en landarea på 7,1 km².

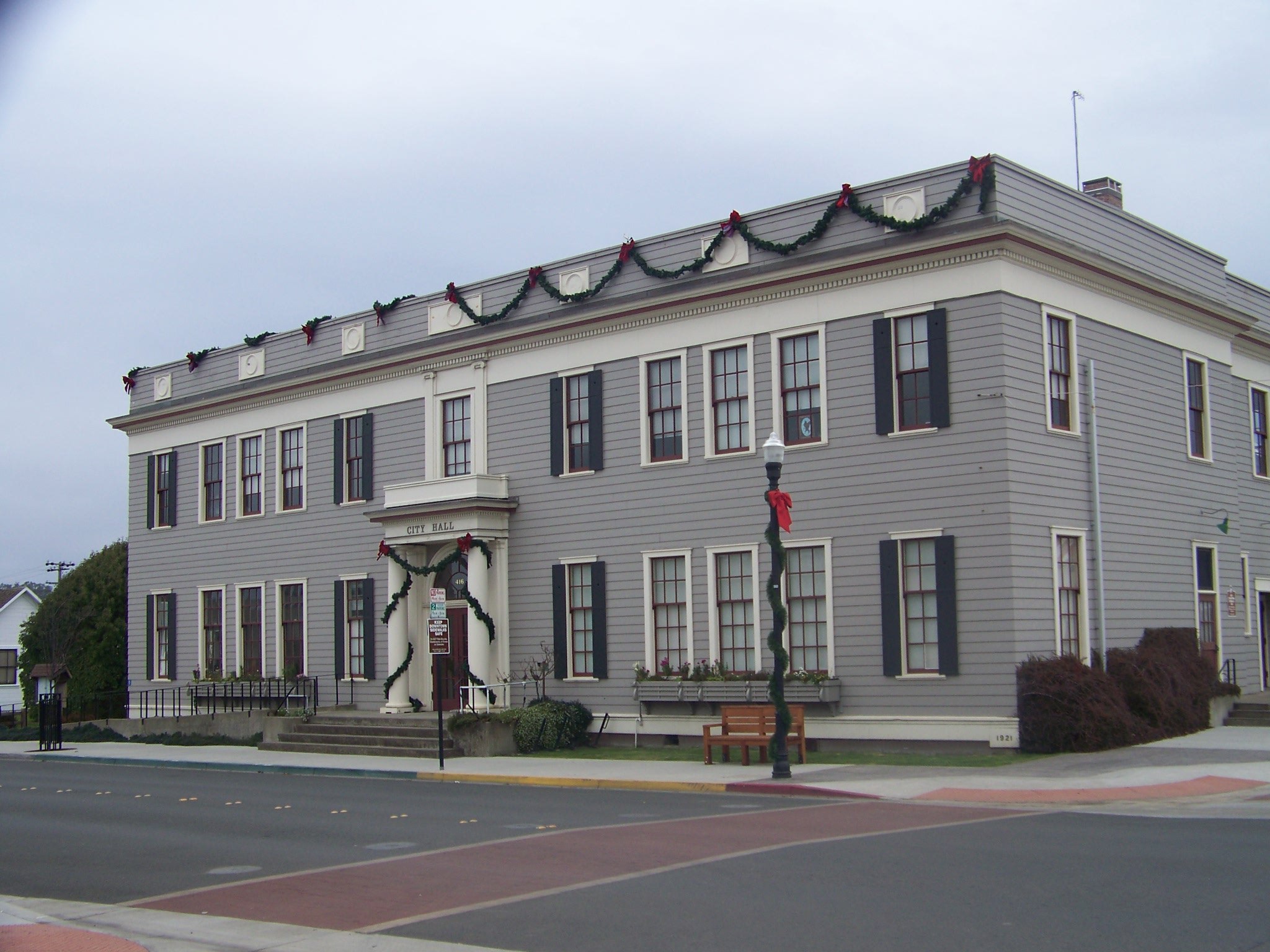
City Hall (2009)
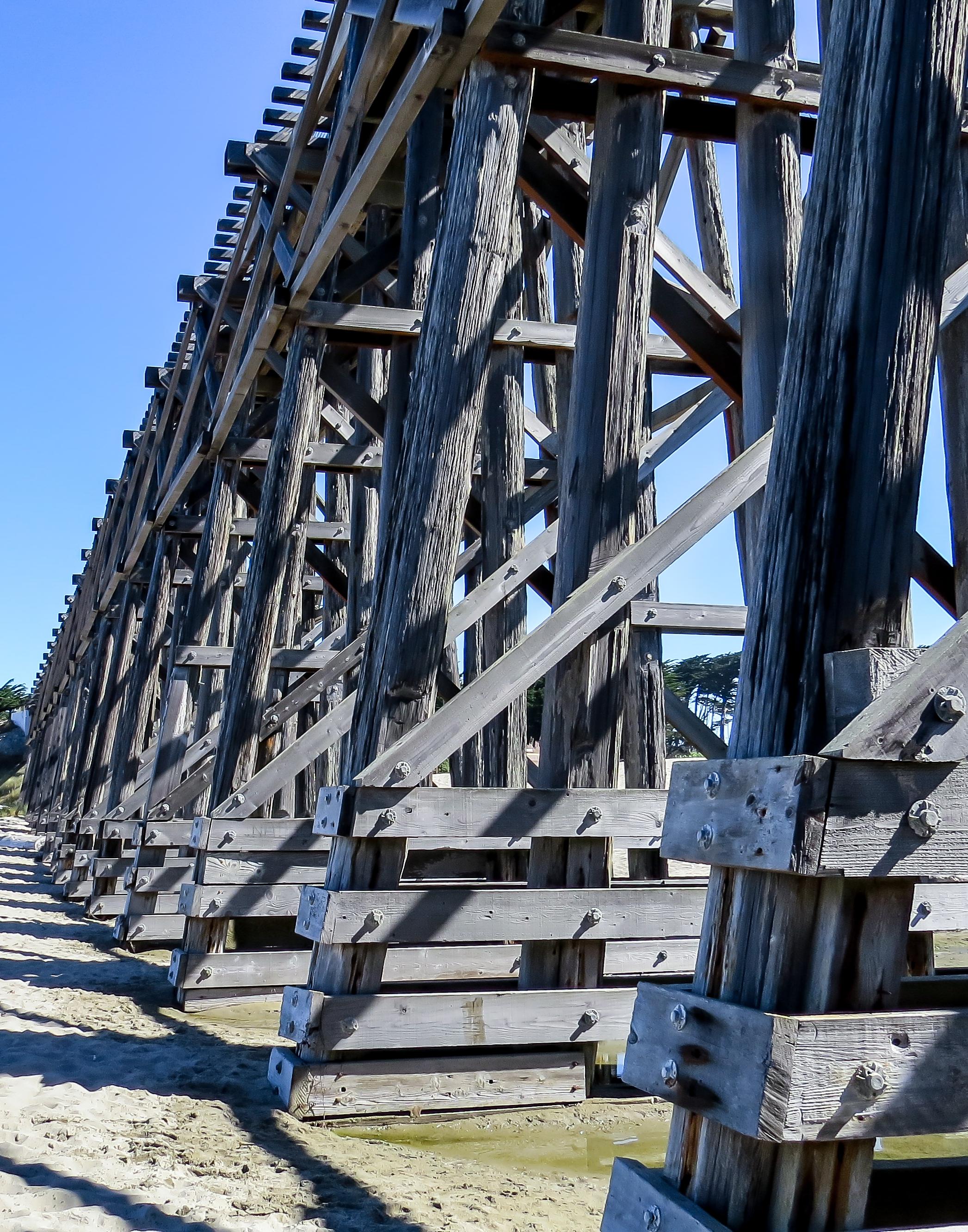
Pudding Creek Trestle (2013)
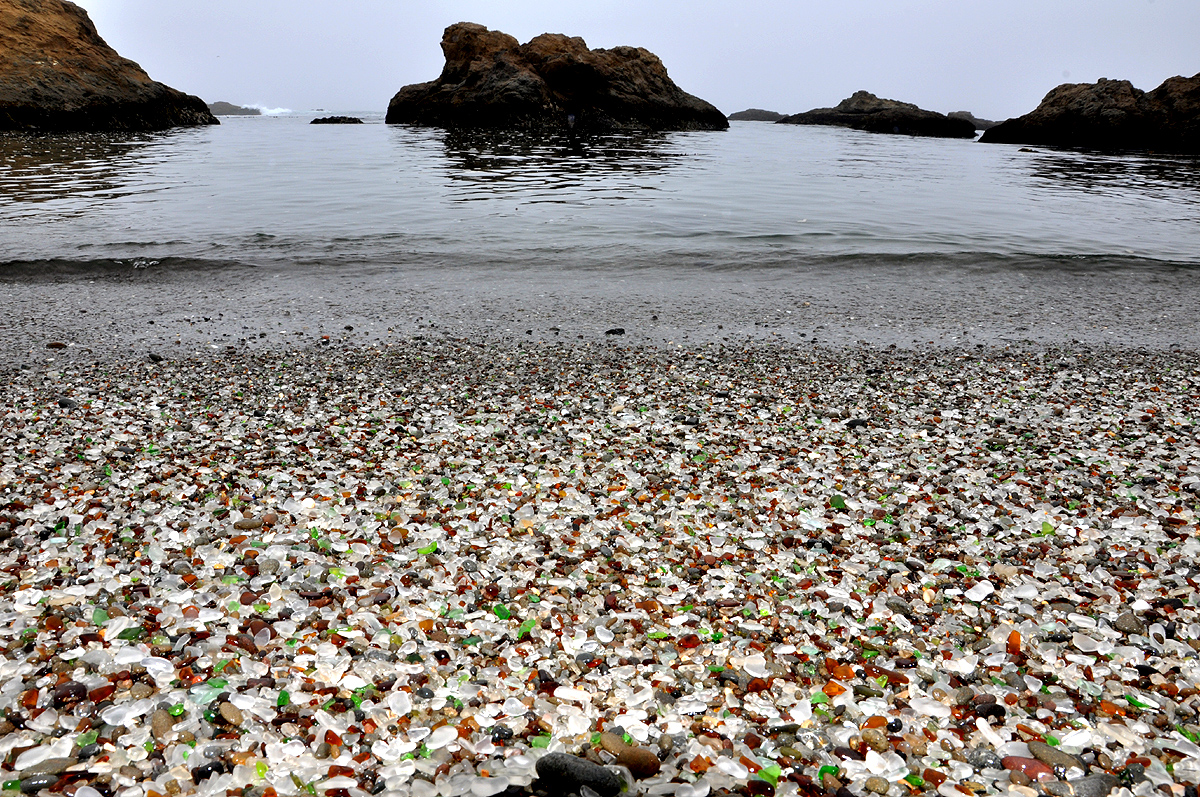
Glass Beach (2015)